# Congress of the Trust Territory of the Pacific Islands
Der Congress of Micronesia (dt.: Kongress von Mikronesien) war das Parlament im Treuhandgebiet Pazifische Inseln (Trust Territory of the Pacific Islands) von 1964 bis 1979. Es bestand aus einem Zweikammersystem.

## Geschichte
Der Kongress wurde am 28. September 1964 begründet, als der US Secretary of the Interior Stewart Udall die Order no. 2882 erließ. Er ersetzte damit die Vorgängerorganisation Council of Micronesia, welche ihren Standort außerhalb des Trust Territory in Guam gehabt hatte. Die erste Wahl wurden im Januar 1965 abgehalten.
Der Kongress bestand ursprünglich aus einem House of Delegates und einer General Assembly, welche später in Senate und House of Representatives umbenannt wurden. Das Kongressgebäude wurde in einem Brandanschlag am 20. Februar 1970 niedergebrannt.
Nach der Auflösung waren die nachfolgenden Parlamente der Kongress der Föderierten Staaten von Mikronesien, Nitijeḷā (Marshallinseln) und Olbiil Era Kelulau (Palau).

## Zusammensetzung
Der Senat hatte 12 Mitglieder, zwei aus jedem der sechs Distrikte. Das House of Representatives hatte 21 Mitglieder, welche ihre nach der Größe der Bevölkerung der Distrikte erhielten – fünf von Truk, vier von den Marshallinseln und Ponape, drei von den Marianen und Palau und zwei von Yap.
Wahlen wurden alle zwei Jahre abgehalten. Senatoren wurden auf vier Jahre gewählt, wobei bei jeder Wahl jeweils ein Senator aus jedem Distrikt gewählt wurde. Alle Mitglieder des House of Representatives wurden bei jeder Wahl gewählt.

## Präsident des Oberhauses
Das Oberhaus (upper chamber) wurde zunächst als „House of Delegates“ bezeichnet, später als „Senat“.
| Name             | Amtsantritt | Amtszeitende | Distrikt         | Anmerkungen |
| ---------------- | ----------- | ------------ | ---------------- | ----------- |
| John O. Ngiraked | Juli 1965   | Juli 1965    | Palau            | [ 5 ]       |
| Tosiwo Nakayama  | Juli 1965   | Juli 1967    | Truk             | [ 6 ]       |
| John O. Ngiraked | Juli 1967   | 1969         | Palau            | [ 7 ] [ 8 ] |
| Amata Kabua      | 1969        | Januar 1973  | Marshall Islands | [ 9 ]       |
| Tosiwo Nakayama  | Januar 1973 | Mai 1979     | Truk             | [ 10 ]      |

## Sprecher des Unterhauses
Das Unterhaus (lower chamber) des Congress of Micronesia wurde als „House of Representatives“ bezeichnet.
| Name          | Amtsantritt | Amtszeitende | Distrikt         | Anmerkungen   |
| ------------- | ----------- | ------------ | ---------------- | ------------- |
| Dwight Heine  | Juli 1965   | 1966         | Marshall Islands | [ 5 ]         |
| Bethwel Henry | 1966        | Mai 1979     | Ponape           | [ 11 ] [ 10 ] |

## Wahlen
- Parlamentswahl im Treuhandgebiet Pazifische Inseln 1965 (Trust Territory of the Pacific Islands parliamentary election)
- Parlamentswahl im Treuhandgebiet Pazifische Inseln 1966
- Parlamentswahl im Treuhandgebiet Pazifische Inseln 1968
- Parlamentswahl im Treuhandgebiet Pazifische Inseln 1970
- Parlamentswahl im Treuhandgebiet Pazifische Inseln 1972
- Parlamentswahl im Treuhandgebiet Pazifische Inseln 1974
- Parlamentswahl im Treuhandgebiet Pazifische Inseln 1976